# Воля-Грушовська
Воля-Ґрушовська (пол. Wola Gruszowska) — село в Польщі, у гміні Радземиці Прошовицького повіту Малопольського воєводства.
Населення — 51 особа (2011).
У 1975—1998 роках село належало до Краківського воєводства.

## Демографія
Демографічна структура станом на 31 березня 2011 року:
|          | Загалом | Допрацездатний вік | Працездатний вік | Постпрацездатний вік |
| -------- | ------- | ------------------ | ---------------- | -------------------- |
| Чоловіки | 25      | 5                  | 17               | 3                    |
| Жінки    | 26      | 3                  | 16               | 7                    |
| Разом    | 51      | 8                  | 33               | 10                   |